# Jean-Baptiste Say
Jean Baptiste Say (Lyon, 5 de janeiro de 1767 — Paris, 15 de novembro de 1832) foi um economista e empresário liberal francês que defendeu a concorrência, o livre comércio e o levantamento de restrições aos negócios. Ele é mais conhecido pela lei de Say — também conhecida como lei dos mercados — que ele popularizou. Os estudiosos discordam sobre a questão surpreendentemente sutil de saber se foi Say quem primeiro enunciou o que agora é chamado de lei de Say. Além disso, ele foi um dos primeiros economistas a estudar empreendedorismo e conceituar os empreendedores como organizadores e líderes da economia.

## Vida
Say nasceu em Lyon. Seu pai, Jean-Etienne Say, nasceu em uma família protestante que se mudou de Nîmes para Genebra por algum tempo em consequência da revogação do Edito de Nantes. Say pretendia seguir uma carreira comercial e em 1785 foi enviado com seu irmão Horace para completar seus estudos na Inglaterra. Ele se hospedou por um tempo em Croydon e depois (após uma visita de retorno à França) em Fulham. Durante o último período, ele foi empregado sucessivamente por duas firmas de comerciantes de açúcar com sede em Londres, James Baillie & Co e Samuel e William Hibbert. No final de 1786, acompanhou Samuel Hibbert em uma viagem à França que terminou em dezembro com a morte de Hibbert em Nantes. Say voltou para Paris, onde encontrou emprego no escritório de uma seguradora de vida dirigida por Étienne Clavière. Seu irmão Louis Auguste (1774–1840) também se tornou economista.
Em seus últimos anos, Say tornou-se sujeito a ataques de apoplexia nervosa. Ele perdeu a esposa em janeiro de 1830 e desde então sua saúde piorou. Quando estourou a revolução daquele ano, Say foi nomeado membro do conselho geral do departamento do Sena, mas achou necessário renunciar.
Say morreu em Paris em 15 de novembro de 1832 e foi enterrado no Cemitério Père Lachaise.

## Escritos, ensino e empreendedorismo
A primeira tentativa literária de Say foi um panfleto sobre a liberdade de imprensa, publicado em 1789. Mais tarde, ele trabalhou para Mirabeau no Courrier de Provence. Em 1792, participou como voluntário na campanha de Champagne. Em 1793, ele assumiu de acordo com a moda revolucionária francesa o pseudônimo de Atticus e tornou-se secretário de Étienne Clavière, o então ministro das Finanças.
De 1794 a 1800, editou um periódico, intitulado La Decade philosophique, litteraire, et politique, no qual expôs as doutrinas de Adam Smith. Ele já havia estabelecido sua reputação como publicitário e quando o governo consular foi estabelecido em 1799, ele foi selecionado como um dos 100 membros do Tribunat, renunciando ao cargo de editor da Decade. Em 1800, Say publicou Olbie, ou essai sur les moyens de réformer les mœurs d'une nature. Em 1803, ele publicou sua principal obra, o Traité d'économie politique ou simple exposition de la manière dont se forment, se distribuent et se composent les richesses. Tendo se mostrado indisposto a comprometer suas convicções no interesse de Napoleão, Say foi destituído do cargo de tribuno em 1804. Ele se voltou para as atividades industriais e depois de se familiarizar com os processos de fabricação do algodão, fundou uma fiação em Auchy-lès-Hesdin, em Pas de Calais, que empregava cerca de 400 a 500 pessoas, principalmente mulheres e crianças. Ele dedicou seu tempo livre para revisar seu tratado econômico que estava esgotado há algum tempo, mas o sistema de censura estatal em vigor o impediu de republicá-lo.
Em 1814, Say aproveitou (para usar suas próprias palavras) a relativa liberdade decorrente da entrada das potências aliadas na França para lançar uma segunda edição da obra dedicada ao imperador Alexandre I da Rússia, que se professara seu pupilo. No mesmo ano, o governo francês o enviou para estudar a situação econômica do Reino Unido. Os resultados de suas observações apareceram em um tratado, De l'Angleterre et des Anglais. Uma terceira edição do Traité apareceu em 1817.
Uma cadeira de economia industrial foi estabelecida para ele em 1819 no Conservatoire des Arts et Métiers. Em 1825, tornou-se membro do conselho de aperfeiçoamento da École spéciale de commerce et d'industrie, uma das primeiras escolas de negócios do mundo. Em 1831, tornou-se professor de economia política no Collège de France. Em 1828-1830, ele publicou seu Cours complet d'économie politique pratique.

## Lei de Say
Say é bem conhecido pela lei de Say, ou a lei dos mercados, muitas vezes resumida de forma controversa como:
- "A oferta agregada cria sua própria demanda agregada"
- "A oferta cria sua própria demanda"

Em vez disso, a lei de Say é resumida de forma incontroversa como:
- "A oferta constitui a sua própria procura"
- "Inerente à oferta é o meio para seu próprio consumo" (tradução direta do francês Traité d'économie politique)

A frase exata "oferta cria sua própria demanda" foi cunhada por John Maynard Keynes, que a criticou como nas duas anteriores, igualando todas as quatro dessas declarações para significar a mesma coisa. Alguns economistas, incluindo alguns defensores da lei de Say que contestam essa caracterização como uma deturpação, contestaram sua interpretação, alegando que a lei de Say pode realmente ser resumida com mais precisão como "a produção precede o consumo" e que Say estava afirmando que, para consumir, deve-se produzir algo de valor para que se possa negociá-lo (seja na forma de dinheiro ou escambo) para consumir mais tarde.
Sentimentos semelhantes por meio de diferentes palavras aparecem na obra de John Stuart Mill (1848) e seu pai James Mill (1808). O economista clássico escocês James Mill reafirma a lei de Say em 1808, escrevendo que "a produção de mercadorias cria e é a causa única e universal que cria um mercado para as mercadorias produzidas".

Na linguagem de Say, "os produtos são pagos com produtos" (1803, p. 153) ou "uma superabundância só pode ocorrer quando há muitos meios de produção aplicados a um tipo de produto e insuficientes a outro" (1803, pp. 178–179). Explicando detalhadamente seu ponto, ele escreveu o seguinte: 
Vale a pena observar que, tão logo um produto é criado, ele, a partir desse instante, oferece um mercado para outros produtos em toda a extensão de seu próprio valor. Quando o produtor dá o acabamento final ao seu produto, ele fica mais ansioso para vendê-lo imediatamente, para que o valor não diminua em suas mãos. Ele também não está menos ansioso para dispor do dinheiro que pode obter por isso; pois o valor do dinheiro também é perecível. Mas a única forma de se livrar do dinheiro é na compra de um ou outro produto. Assim, a mera circunstância da criação de um produto abre imediatamente uma abertura para outros produtos. 
Say também escreveu que não é a abundância de dinheiro, mas a abundância de outros produtos em geral que facilita as vendas: 
O dinheiro desempenha apenas uma função momentânea nessa dupla troca; e quando a transação for finalmente fechada, sempre se descobrirá que um tipo de mercadoria foi trocado por outro.
A lei de Say também pode ter sido retirada de Eclesiastes 5:11 - "Quando os bens aumentam, aumentam os que os comem; (KJV). A lei de Say foi considerada por John Kenneth Galbraith como "o exemplo mais distinto da estabilidade das ideias econômicas, inclusive quando estão erradas".
A lei de Say surgiu durante o período inicial da Revolução Industrial, numa época em que os fenômenos econômicos de aumento da produção se fundiam com a incapacidade cíclica da Inglaterra de manter tanto as vendas quanto o desemprego. Isso levou muitos a acreditar que havia um limite para o crescimento da produção, podendo chegar a um ponto em que não haverá como comprar toda a produção gerada. A Lei dos Mercados de Say lida com o fato de que a produção de mercadorias faz com que a renda seja paga aos fornecedores dos componentes de capital, trabalho e terra usados na produção desses bens e serviços. O preço de venda dessas mercadorias é a soma dos pagamentos de salários, aluguéis e lucros. A renda gerada durante a produção de uma mercadoria é igual ao valor dessa mercadoria. Portanto, um aumento na oferta de produto resultará em um aumento na renda necessária para gerar demanda por esses produtos. Nas palavras de Jean-Baptiste Say, "a menos que produzamos, não podemos consumir; a menos que primeiro forneçamos, não podemos exigir".

## Teoria do empreendedorismo
No Tratado, sua principal obra econômica, Say afirmava que qualquer processo produtivo exigia esforço, conhecimento e a "aplicação" do empresário. Segundo ele, os empresários são intermediários no processo produtivo que combinam agentes produtivos como terra, capital e trabalho para atender a demanda dos consumidores. Como resultado, eles desempenham um papel central na economia e cumprem um papel de coordenação.

Além de estudar empreendedores de grande porte, Say analisou pessoas que trabalham por conta própria:
Quando um trabalhador realiza uma empresa por conta própria, como o amolador de facas nas ruas, ele é ao mesmo tempo trabalhador e empresário. 
Say também refletiu sobre quais qualidades são essenciais para empreendedores de sucesso e destacou a qualidade do julgamento. Para ele, os empresários devem avaliar continuamente as necessidades do mercado e os meios para atendê-las, o que exige um "sentido infalível do mercado". Ao enfatizar a função de coordenação dos empreendedores, Say via a renda empresarial principalmente como altos salários pagos em compensação pelas habilidades e conhecimentos especializados dos empreendedores. Ele fez isso fazendo uma distinção entre a função da empresa e a função de oferta de capital, o que lhe permitiu olhar para os ganhos do empresário, por um lado, e a remuneração do capital, por outro lado. Isso claramente diferencia sua teoria da de Joseph Schumpeter, que descreveu o aluguel empresarial como lucros de curto prazo que compensam o alto risco (aluguel schumpeteriano). Say também abordou o risco e a incerteza, bem como a inovação ao discutir empreendedorismo, embora nunca tenha investigado profundamente seus relacionamentos. No entanto, Say afirmou:
[Em qualquer atividade empresarial] há uma abundância de obstáculos a serem superados, de ansiedades a serem reprimidas, de infortúnios a serem reparados e de expedientes a serem inventados [...] [e] há sempre um grau de risco associado a tais empreendimentos. 
Às vezes, um fabricante descobre um processo, calculado para introduzir um novo produto, aumentar a beleza de um antigo ou produzir com maior economia. 

## Publicações

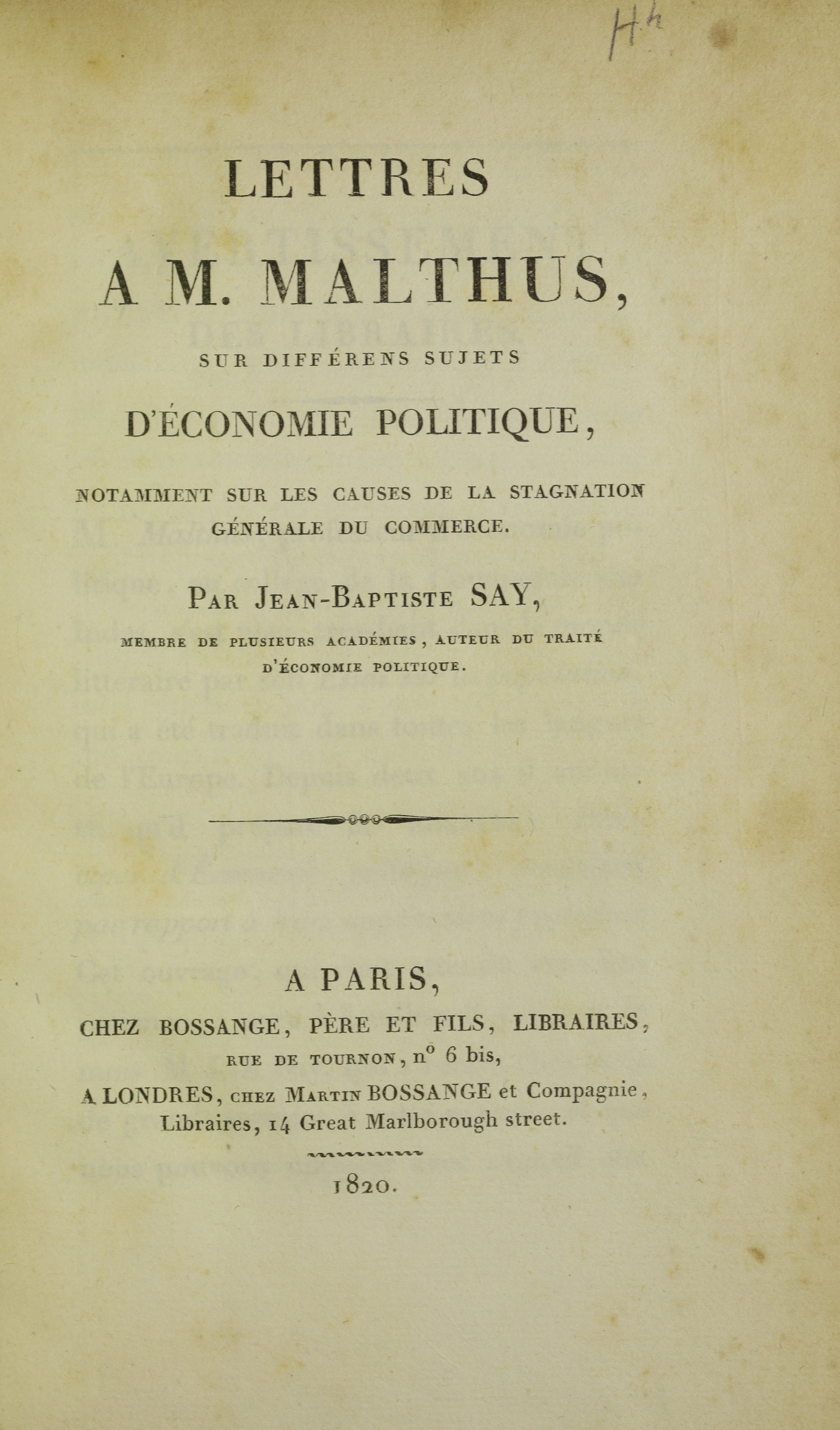
Lettres à M. Malthus, 1820

- 1800 : Olbie, ou essai sur les moyens de reformer les mœurs d'une nation, Deterville.
- 1803 : Traité d'économie politique ou simple exposition de la manière dont se forment, se distribuent et se composent les richesses, 1ª ed., Crapelet.[19]
- 1815 : De l'Angleterre et des Anglais, Bertrand.[20]
- 1815 : Catéchisme d'économie politique, 1ª ed., Crapelet.[21]
- 1817 : Petit volume contenant quelques aperçus des hommes et de la société, Deterville.
- 1818 : Lettre a Ternaux aine, dans Ternaux [1818], p. 33–50.
- 1818 : Des canaux de navigation dans l'état actuel de la France, Deterville (online).
- 1818 : De l'importance du port de la Villette, Deterville.
- 1820 : Lettres a M. Malthus sur différents sujets économie politique, notamment sur les causes de la stagnation générale du commerce, Bossange.[22]
- 1824 : De la balance des consommations avec les productions, dans Say (1848) p. 250–260.
- 1825 : Examen critique du discours de M. MacCulloch sur L'économie politique, em Say [1848] p. 260279.
- 1826 : De L'économie politique moderne, esquisse générale de cette science, de sa nomenclature, de son histoire et de sa bibliographie, Encyclopédie progressive vol. 1~ p. 217–304.
- 1826 : De la crise commerciale, Revue Encyclopédique, vol. 32~ p. 40~45.
- 1827 : Compte rendu de Malthus "Definitions in Political Economy", Revue Encyclopédique, vol. 33 p. 494–496.
- 1828 : Discours d'ouverture au cours économie industrielle, dans Say [1848], p. 148–161.
- 1828-1829 : Cours complet d'économie politique pratique, L'économie des sociétés, Guillaumin et Cie (1852).
- 1833 : Mélange et Correspondance économie politique, Chamerot.[23]
- 1848 : Œuvres diverses de Jean-Baptiste Say, Guillaumin.